# Megalyridae
Megalyridae (лат.) − семейство наездников подотряда стебельчатобрюхие отряда перепончатокрылые насекомые (Megalyroidea).

## Описание
Размеры варьируют от микроскопических (длина около 1 мм) до гигантских (более 8 см с яйцекладом). Самки Megalyra shuckardi из Австралии имеют длину тела 22 мм и яйцеклад длиной 82 мм. То есть размер яйцеклада у самок Megalyra в 5-8 раз превышает размер тела. Среди самых мелких представителей вид Cryptalyra plaumanni из Бразилии с длиной тела 2.9 мм и яйцекладом около 1 мм.

## Распространение
Характерны для реликтовых первичных тропических лесов. Наиболее обильно представлены в Австралии и на Мадагаскаре. Также встречаются в лесах умеренной зоны Южного полушария: Австралия (Shaw 1990), Южная Африка (Waterston 1922; Hedqvist 1959; Shaw 1988), Чили (Shaw 1987).

## Биология
Образ жизни личинок плохо изучен. Некоторые виды паразитируют на личинках жуков-ксилофагов, другие — на личинках ос Sphecidae.

## Классификация
Около 15 родов (почти половина из них ископаемые), около 45 видов. Выделяют в отдельное надсемейство Megalyroidea. Исторически была большая путаница в составе семейства и сейчас в Megalyridae включают виды, ранее находившиеся в 6 разных семействах (Braconidae,Evaniidae, Ichneumonidae, Stephanidae, Maimetshidae, Dinapsidae, последнее вошло в состав Megalyridae). Энтомолог Shaw в своей ревизии (Shaw, 1990) выделил 6 триб Megalyridae: Rigelini, Megalyridiini, Megalyrini, Prodinapsini, Dinapsini, и Cryptalyrini.
В 2024 году описаны ещё 4 трибы: †Megalavini, †Kamyristini, †Megallicini, †Valaaini.
- Carminator Shaw, 1988
- Cryptalyra Shaw, 1987
- Dinapsis Waterston, 1922
- Ettchellsia Cameron, 1909
- Maimetsha (оспаривается; Maimetshidae)
- Megalyra Westwood, 1832
- Megalyridia Hedqvist, 1959
- Neodinapsis Shaw, 1987
- Rigel Shaw, 1987
- †Cretodinapsis Rasnitsyn, 1977
- †Cretolyra Brazidec et al., 2024[3]
- †Genkyhag Brazidec et al., 2024[3]
- †Kamyristi Brazidec et al., 2024[3]
- †Megacoxa Brazidec et al., 2024[3]
- †Megalava Perrichot, 2009[4]
- †Megallica Perrichot, 2009[4]
- †Megazar Perrichot, 2009[4]
- †Prodinapsis Brues, 1923
- †Rubes Perrichot & Perkovsky, 2009
- †Ukrainosa Perrichot & Perkovsky, 2009
- †Valaa Perrichot, 2009[4]